# Burkina Faso na Mistrzostwach Świata w Lekkoatletyce 2022
Burkina Faso na Mistrzostwach Świata w Lekkoatletyce 2022 – reprezentacja Burkina Faso podczas mistrzostw świata w Eugene liczyła 2 zawodników, występujących w 2 konkurencjach.

## Medaliści
| Medal  | Zawodnik             | Konkurencja | Rezultat | Data     |
| ------ | -------------------- | ----------- | -------- | -------- |
| srebro | Hugues Fabrice Zango | trójskok    | 17,55    | 23 lipca |

## Skład reprezentacji

### Mężczyźni
| Zawodnik             | Konkurencja | Kwalifikacje | Kwalifikacje | Finał | Finał   | Źródło      |
| Zawodnik             | Konkurencja | Wynik        | Pozycja      | Wynik | Pozycja | Źródło      |
| -------------------- | ----------- | ------------ | ------------ | ----- | ------- | ----------- |
| Hugues Fabrice Zango | trójskok    | 17,15        | 2. Q         | 17,55 | 2.      | [ 1 ] [ 2 ] |

### Kobiety
| Zawodniczka  | Konkurencja | Kwalifikacje | Kwalifikacje | Finał | Finał   | Źródło |
| Zawodniczka  | Konkurencja | Wynik        | Pozycja      | Wynik | Pozycja | Źródło |
| ------------ | ----------- | ------------ | ------------ | ----- | ------- | ------ |
| Marthe Koala | skok w dal  | DNS          | DNS          | NQ    | NQ      | [ 3 ]  |